# Antonij Pogorelskij
Antonij Pogorelskij (rusky Антоний Погорельский; vlastním jménem Alexej Alexejevič Perovskij, rusky  Aлексeй Алексeевич Перовский; 1787, Moskva – 9. červencejul./ 21. července 1836greg., Varšava) byl ruský romantický básník a prozaik.

## Život

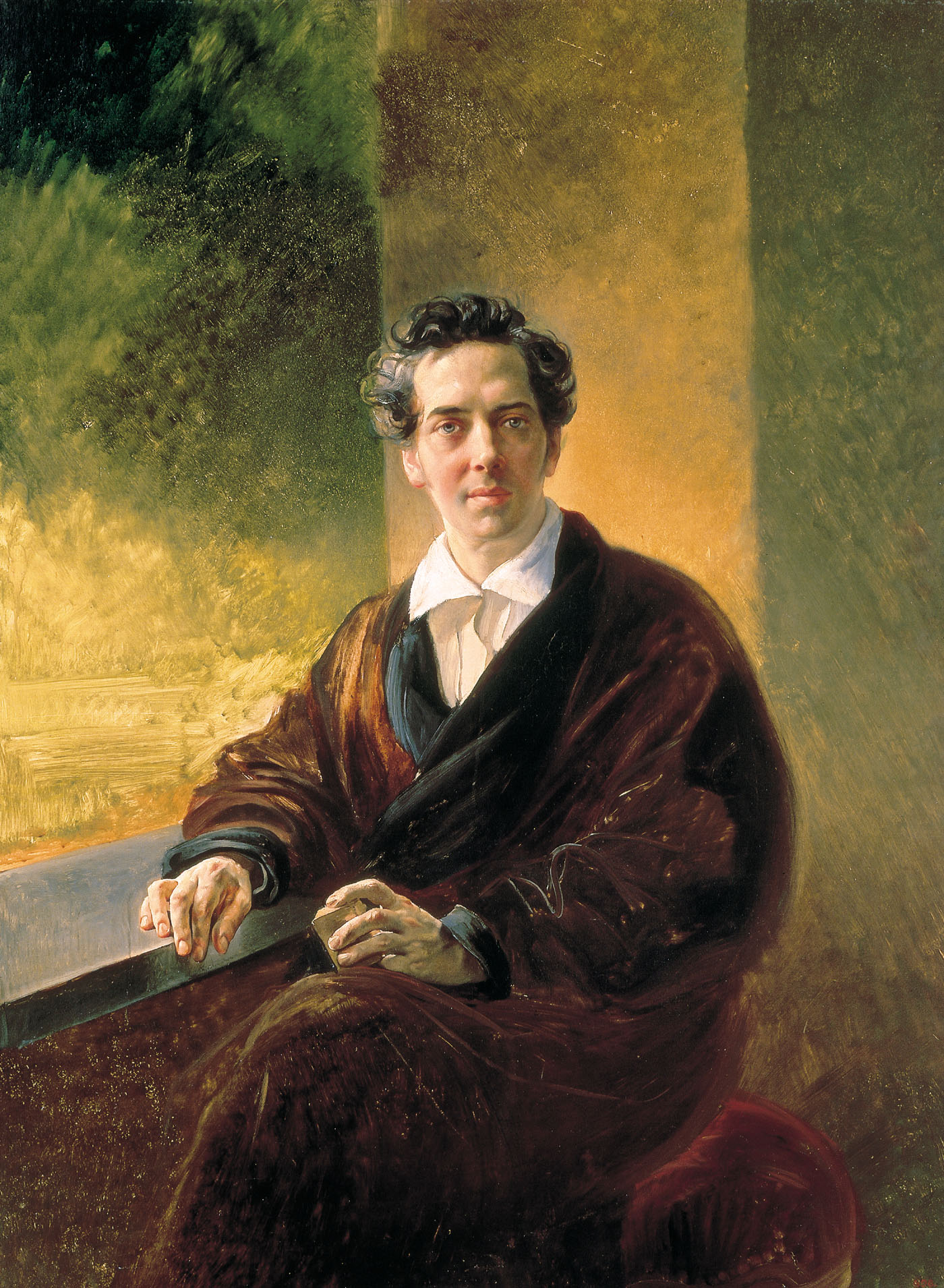
Pogorelskij v roce 1836, autor portrétu Karl Pavlovič Brjullov

Narodil se jako nemanželský syn hraběte Alexeje Kirilloviče Razumovského (přesné datum narození není známo). Díky jeho původu se mu dostalo vysokoškolského vzdělání na Imperátorské moskevské univerzitě, kde roku 1807 získal doktorát z filosofie. Za Napoleonských válek se zúčastnil mnoha bojů, včetně Bitvy u Lipska. Do roku 1816 sloužil v Sasku a pak v Petrohradě. V Německu se seznámil s dílem E. T. A. Hoffmanna, které jej velmi ovlivnilo. V Petrohradě se seznámil s Puškinem a patřil k nejaktivnějším obráncům jeho poemy Ruslan a Ludmila z roku 1820.
Po smrti svého otce žil od roku 1822 se svou sestrou na své usedlosti Pogorelce na Ukrajině, kde se věnoval literatuře a výchově svého synovce – budoucího spisovatele Alexeje Konstantinovče Tolstého. V letech 1825–1830 byl předsedou komise pro úpravu učebnic a roku 1828 se stal členem Ruské akademie. Po odchodu do výslužby cestoval po Německu, Itálii a po Rusku, setkal se s Goethem a opět s Puškinem. Zemřel ve Varšavě na tuberkulózu na cestě do Nice, kde se chystal léčit. Je pochován na varšavském pravoslavném hřbitově.
Kromě novel a povídek napsal také jeden román, překládal a psal eseje a básně. Ve svém díle mísí fantaskní a reálný svět, sentimentální a romantické prvky a Hoffmanovskou fantastiku s ironickým podáním osudů drobných lidí. Stal se tak předchůdcem groteskního světa Nikolaje Vasiljeviče Gogola.

## Dílo
- Lafertovská pernikářka (1825, Лафертовская маковница), časopisecky vydaná fantastická novela.
- Dvojník, aneb mé večery v Malorusku (1828, Двойник, или Мои вечера в Малороссии), česky jako Večery s panem Dvojníkem. Jde o rámcovou novelu, dokládající vliv E. T. A. Hoffmana na ruskou literaturu. V rámci tohoto filosofického rámcového vyprávění se objevují další příběhy na různá témata, v nichž autor mísí fantastiku s líčením všedního života. Příběhy kombinují znaky sentimentalismu a osvícenského racionalismu s romantickou fantazií a groteskností. Pan Dvojník pak slouží jako nástroj autorovy parodie a sebeparodie. Kniha je předchůdcem Gogolovy knihy Večery na samotě u Dikaňky.[5]
- Černá slepička aneb Obyvatelé podzemí (1829, Черная курица, или Подземные жители), česky také jako Tajemný svět. Jde o zčásti didaktickou pohádku, napsanou pro autorova synovce A. K. Tolstého. Odehrává se v Petrohradu koncem 18. století a vypráví o podzemním světě podivných malých skřítků.
- Klášterní schovanka (1830–1833, Монастырка), česky jako Klášterní dívka, resp. jako Vychovanka klášterní, román o životě absolventky Smolného institutu, dívčí školy ve Smolném klášteře v Petrohradě. V románu autor opět kombinuje sentimentální a romantické motivy

## Filmové adaptace
- Černá slepička aneb Obyvatelé podzemí (1981, Черная курица, или Подземные жители, ruský sovětský film, režie Viktor Gres.[6]
- Lafertovská pernikářka (1986, Лафертовская маковница), běloruský sovětský krátký animovaný film, režie Jelena Petkevičová.[7]
- Гостинец от крёстной (2003), ruský animovaný film podle novely Lafertovská pernikářka, režie Kateřina Michajlova.[8]

## Česká vydání
- Klášterní dívka, Jaroslav Pospíšil, Praha 1859, přeložil Emanuel Vávra.
- Vychovanka klášterní, Nákladem spolku pro vydávání laciných knih českých, Praha 1889, přeložil Jan Alois Unzeitig.
- Tajemný svět, Novela, Brno 1945, přeložil Pavel Fink.
- Večery s panem Dvojníkem, Odeon, Praha 1977, přeložila Jiřina Táborská.
- Laferovská pernikářka, novela je uvedena v antologii S čerty nejsou žerty, Lidové nakladatelství, Praha 1983.
- Černá slepička, aneb, Obyvatelé podzemí, Albatros, Praha 2014, přeložila Zuzana Soukupová.